# Jędrzej Grobelny
Jędrzej Grobelny (Poznań, 28 giugno 2001) è un calciatore polacco, portiere dell'Arka Gdynia.

## Carriera

### Club
Cresciuto nelle giovanili del Warta Poznań, nel 2017, a sedici anni, passa al Pogoń Szczecin, con cui debutta fra i professionisti giocando come portiere della seconda squadra, militante in III liga, quarto livello del calcio polacco.   
Nel 2020-2021 passa in prestito in seconda serie, al Miedz Legnica, dove si ritrova a fare da riserva a Paweł Lenarcik. Debutta il 6 novembre, in occasione della gara pareggiata 1-1 contro il Widzew Lodz. Al termine della stagione colleziona sette presenze, in cu i riesce a mantenere per due volte la porta inviolata.   
L'11 giugno 2021 viene annunciato ufficialmente il suo passaggio al Warta Poznań, club nel quale era cresciuto da bambino. Il 5 marzo successivo, arriva il suo esordio in Ekstraklasa nella gara in trasferta contro il Bruk-Bet Termalica Nieciecza. Le sue buone prestazioni portano il club a riconfermarlo anche per la stagione 2022-2023, nel quale mantiene lo status di Under-22, necessario ai fini della partecipazione in massima serie polacca.   

### Nazionale
Ha fatto parte della nazionale Under-17 e Under-19 della Polonia.

## Statistiche

### Presenze e reti nei club
Statistiche aggiornate al 7 gennaio 2024.
| Stagione        | Squadra         | Campionato      | Campionato | Campionato | Coppe nazionali | Coppe nazionali | Coppe nazionali | Coppe continentali | Coppe continentali | Coppe continentali | Altre coppe | Altre coppe | Altre coppe | Totale | Totale |
| Stagione        | Squadra         | Comp            | Pres       | Reti       | Comp            | Pres            | Reti            | Comp               | Pres               | Reti               | Comp        | Pres        | Reti        | Pres   | Reti   |
| --------------- | --------------- | --------------- | ---------- | ---------- | --------------- | --------------- | --------------- | ------------------ | ------------------ | ------------------ | ----------- | ----------- | ----------- | ------ | ------ |
| 2020-2021       | Miedź Legnica   | 1L              | 7          | -11        | PP              | 0               | 0               | -                  | 0                  | 0                  | -           | -           | -           | 7      | -11    |
| 2021-2022       | Warta Poznań    | EK              | 9          | -9         | PP              | 0               | 0               | -                  | 0                  | 0                  | -           | -           | -           | 9      | -9     |
| 2022-2023       | Warta Poznań    | EK              | 6          | -3         | PP              | 1               | 0               | -                  | 0                  | 0                  | -           | -           | -           | 7      | -3     |
| 2023-2024       | Warta Poznań    | EK              | 12         | -12        | PP              | 1               | -2              | -                  | 0                  | 0                  | -           | -           | -           | 13     | -12    |
| Totale carriera | Totale carriera | Totale carriera | 34         | -35        |                 | 2               | -2              |                    | 0                  | 0                  |             | -           | -           | 36     | -37    |

## Palmarès

### Club

#### Competizioni nazionali
- Campionato polacco di seconda divisione: 1

Arka Gdynia: 2024-2025